# NGC 931
NGC 931 ist eine Spiralgalaxie mit aktivem Galaxienkern vom Hubble-Typ Sbc im Sternbild Dreieck am Nordsternhimmel. Sie ist schätzungsweise 228 Millionen Lichtjahre von der Milchstraße entfernt und hat einen Durchmesser von etwa 210.000 Lichtjahren. Gemeinsam mit PGC 212995 bildet sie ein gebundendes Galaxienpaar.

Die Supernova SN 2009lw wurde hier beobachtet.
Im selben Himmelsareal befinden sich u. a. die Galaxien NGC 917, NGC 940, PGC 9400, PGC 1940419.
Das Objekt wurde am 26. September 1865 von Heinrich Louis d’Arrest entdeckt.